# ТЕС Кондамайн
ТЕС Кондамайн (Condamine) — теплова електростанція у австралійському штаті Квінсленд.
Особливістю електростанції є те, що вона розрахована на споживання метану вугільних пластів, розробка яких активно ведеться з 2000-х років у басейні Сурат. Первісно подачу ресурсу облаштували за допомогою газопроводу довжиною 30 кілометрів та діаметром 400 мм від установки підготовки Віндібрі (який за виключенням останніх кількох кілометрів прямує в одному коридорі з трубопроводом Віндібрі – Валлумбілла), а в середині 2010-х додали перемичку від установки підготовки Бельв'ю (передусім працює на забезпечення газопроводу Рубі-Джо – Кертіс-Айленд).
У 2009-му на майданчику станції ввели в дію парогазовий блок комбінованого циклу потужністю 140 МВт, в якому дві газові турбіни потужністю по 43,7 МВт живлять через відповідну кількість котлів-утилізаторів одну парову турбіну з показником 57,1 МВт.
Для охолодження використовують воду підвищеної соленості, виділену під час підготовки метану.
Видача продукції відбувається під напругою 132 кВ.